# Gilbert Duclos-Lassalle
Gilbert Duclos-Lassalle (nascido a 25 de agosto de 1954 em Lembeye) foi um ciclista francês, profissional entre os anos 1977 e 1995, durante os quais conseguiu 72 vitórias.
Depois de numerosas vitórias como amador, Gilbert Duclos-Lassalle passou a profissionais em 1977 nas fileiras da equipa Peugeot, ao qual se manteve fiel durante toda a sua carreira, apesar das mudanças de patrocinador.
Destacou principalmente em corridas de um dia, destacando as duas vitórias consecutivas conseguidas em O inferno do norte, na qual foi também 2.º numa ocasião. Outros postos de honra incluem o 4.º posto conseguido no Campeonato do Mundo de 1980 e a 3.ª posição no Campeonato da França de 1988.
Conseguiu alguns triunfos de etapa em provas menores e a vitória na classificação geral da Paris-Nice em 1980. Também foi 2.º na mesma prova no ano 1982.
Em 1984, foi campeão de France de perseguição e sub-campeão na prova americana.

## Palmarés
| - 1976 (como amador) - 1 etapa da Volta à Áustria - 1 etapa do Tour de l'Avenir - 1978 (como amador) - 1 etapa do Tour de Corse - 1980 - Paris-Nice - Ruta del Sur, mais 1 etapa - Étoile des Espoirs, mais 2 etapas - Tour de Corse, mais 1 etapa - 1 etapa da Paris-Bourges - 1 etapa do Tour d'Armorique - 1981 - Grande Prêmio de Plouay - 2 etapas do Tour de Limusino - 1982 - 1 etapa do Critérium Internacional - Tour de l'Oise - 1 etapa do Tour de Corse - 1983 - Bordéus-Paris - Tour Midi-Pyrénées, mais 1 etapa - G. P. de Fourmies - 1 etapa do Tour de Limusino - 1 etapa dos Quatro Dias de Dunquerque - 1984 - Étoile des Espoirs, mais 2 etapas - 1985 - GP da Villa de Rennes | - 1986 - Tour de l'Oise - Volta à Suécia, mais 1 etapa - Grand Prix de Plumelec - 2 etapas do Tour Midi-Pyrénées - 1 etapa do Tour d'Armorique - 1987 - Grande Prêmio de Plouay - Boucles de l'Aulne - Classificação de sprints intermediários do Tour de France - 1988 - 3.º no Campeonato da França em Estrada - 1989 - Ruta del Sur - 1990 - Critérium das - 1991 - Midi Livre, mais 1 etapa - 1992 - Paris-Roubaix - 1993 - Paris-Roubaix - 1 etapa do Dauphiné Libéré - 1994 - 1 etapa da Ruta del Sur - 1995 - 1 etapa da Volta ao País Basco |

## Resultados em Grandes Voltas e Campeonato do Mundo
| Corrida            | 1977 | 1978 | 1979 | 1980 | 1981 | 1982 | 1983 | 1984 | 1985 | 1986 | 1987 | 1988 | 1989 | 1990 | 1991 | 1992 | 1993 | 1994 | 1995 |
| ------------------ | ---- | ---- | ---- | ---- | ---- | ---- | ---- | ---- | ---- | ---- | ---- | ---- | ---- | ---- | ---- | ---- | ---- | ---- | ---- |
| Giro d'Italia      | -    | -    | -    | -    | -    | -    | -    | -    | -    | -    | -    | -    | -    | 24.º | 36.º | -    | -    | -    | -    |
| Tour de France     | -    | -    | 46.º | Ab.  | 28.º | 60.º | 59.º | -    | 61.º | Ab.  | 80.º | 36.º | -    | 65.º | 60.º | Ab.  | Ab.  | -    | -    |
| Volta a Espanha    | -    | -    | -    | -    | -    | -    | -    | -    | 49.º | -    | -    | -    | -    | -    | -    | -    | -    | -    | -    |
| Mundial em Estrada | -    | -    | 36.º | -    | 4.º  | -    | 19.º | -    | -    | -    | 42.º | 51.º | -    | 26.º | -    | 61.º | -    | -    | -    |

-: não participa

Ab.: abandono

## Reconhecimentos
- - 2.º na Bicicleta de Ouro Francesa (1993)

## Equipas
- Peugeot-Esso-Michelín (1977-1981)
- Peugeot-Shell-Michelín (1982-1986)
- Z-Peugeot (1987-1989)
- Z (1990-1992)
- Gan (1993-1995)